# Grube Nikolaus-Phönix
Die Grube Nikolaus-Phönix ist eine ehemalige Buntmetallerz-Grube des Bensberger Erzreviers. Ihr letzter Hauptstandort war Markelsbach, ein Ortsteil von Much im Rhein-Sieg-Kreis. Sie erstreckte sich auch in Ortsteile von Marialinden im Rheinisch-Bergischen Kreis und weitere Orte im Rhein-Sieg-Kreis.

## Geschichte
Die Geschichte der Grube Nikolaus-Phönix gliedert sich in zwei unterschiedliche Zeitphasen mit unterschiedlichen Zusammensetzungen.

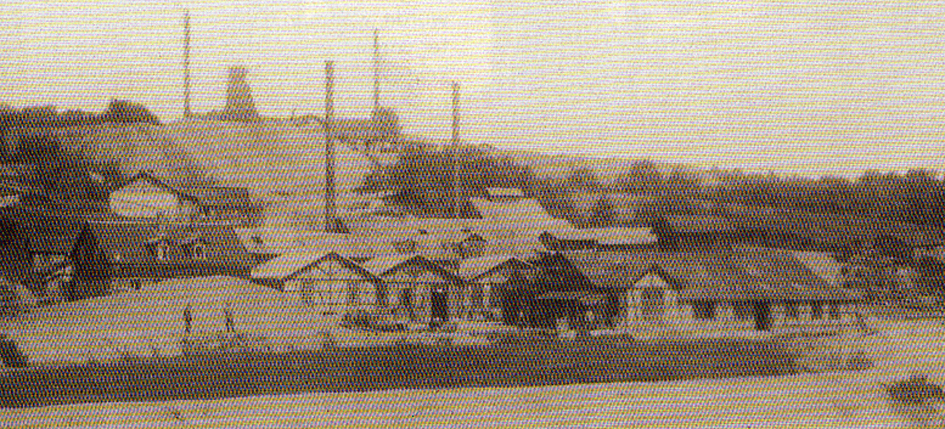
Grube Nikolaus um 1900

### Nikolaus-Phönix in Fischermühle
Die erste Grube Nikolaus-Phönix war 1879 durch die Konsolidation der beiden Betriebe der Grube Phönix und der Grube Nikolaus in Fischermühle entstanden. Dazu gehörten auch die Grube Emanuel, das Grubenfeld Clementine (verliehen am 16. August 1868) und die Grubenfelder Lux und Ajax (verliehen am 19. November 1867), die aber nicht ertragreich waren und deshalb wieder zum Erliegen kamen, sowie die Grubenfelder Falkenstein und Belgrad. Die Grube Nikolaus-Phönix wurde 1911 stillgelegt. Am 12. Januar 1911 wurde mit dem Abbau der Maschinen und Anlagen begonnen. Gleichzeitig wurde der Schacht verfüllt. Mit der Schließung verloren rund 200 Bergarbeiter ihren Arbeitsplatz. Nachdem das Unternehmen 1927 liquidiert worden war, wurden die oberirdischen Anlagen in Fischermühle größtenteils demontiert. Das Haldenmaterial wurde als sogenannter Bummericher Kies verkauft und für den Straßenbau verwendet.

### Nikolaus-Phönix in Markelsbach
Am 1. Oktober 1935 wurde der Bergbau in Markelsbach durch die AG des Altenbergs, der auch die Grube Lüderich gehörte, wieder aufgenommen. Es handelte sich dabei um die Grube Gertrudensegen in Pillenhof, die Grube Antonius in Markelsbach und die Grube Emanuel westlich von Scheid. Diese drei Bergwerke vereinigte man unter dem gemeinsamen Namen Grube Nikolaus-Phönix. Den gemeinsamen Förderschacht der Grube errichtete man 1935 auf dem sogenannten Goldknippen im Grubenfeld Emanuel in einem Waldstück an einem Hang. Die Fundamente für das Schachtgerüst sowie einige Fundamentreste der Erzverladestelle sind noch vorhanden. Von hier wurde das Fördergut mit Lastkraftwagen zur Aufbereitungsanlage der Grube Lüderich in Untereschbach gefahren.
Nach einer kriegsbedingten Pause wurde die Arbeit 1946 wieder aufgenommen. Mit durchschnittlich 80 Bergleuten wurden im Jahr 1950 um 3300 Tonnen Haufwerk gefördert. Nach dem Abschluss des Koreakriegs 1953 ging der Erzbergbau kontinuierlich zurück. Nachdem 1958 nochmals 7199 Tonnen Haufwerk gefördert werden konnten, verschlechterten sich die Ergebnisse so sehr, dass ab 1963 staatliche Subventionen erforderlich wurden. Das führte schließlich am 30. November 1966 zur Schließung des Betriebs.
- Siehe auch: Liste der Erzgruben im Rhein-Sieg-Kreis